# Sainte-Marie (Doubs)
Sainte-Marie ist eine französische Gemeinde mit 655 Einwohnern (Stand: 1. Januar 2022) im Département Doubs in der Region Bourgogne-Franche-Comté. Sie gehört zum Arrondissement Montbéliard und zum Gemeindeverband Pays de Montbéliard Agglomération.

## Geographie
Sainte-Marie liegt auf 375 m, etwa acht Kilometer westlich der Stadt Montbéliard (Luftlinie). Das Dorf erstreckt sich im südlichen Teil eines Plateaus, das in die gewellte Landschaft zwischen den Flusstälern von Doubs im Süden und Ognon im Nordwesten eingebettet ist, am Westrand der Höhe des Grand Bois.
Die Fläche des 7,17 km² großen Gemeindegebiets umfasst einen Abschnitt der leicht  gewellten Landschaft nördlich des Doubstals. Der Hauptteil des Gebietes wird vom Plateau von Arcey eingenommen, das durchschnittlich auf 370 m liegt. Es weist eine Breite von vier Kilometern und eine Länge von ungefähr fünf Kilometern auf und ist überwiegend von Acker- und Wiesland bestanden. Westlich des Dorfes dehnt sich das Waldgebiet des Chênois (bis 390 m) aus. Im Süden senkt sich das Plateau allmählich gegen das Doubstal ab. Nach Nordosten erstreckt sich das Gemeindeareal bis auf die Höhe des Grand Bois (446 m) und nach Südosten bis auf den langgezogenen Höhenrücken der Forêt du Mont Bart, auf dem mit 449 m die höchste Erhebung von Sainte-Marie erreicht wird. Das gesamte Areal zeigt keine oberirdischen Fließgewässer, weil das Niederschlagswasser im verkarsteten Untergrund versickert.
Nachbargemeinden von Sainte-Marie sind Saint-Julien-lès-Montbéliard im Norden, Présentevillers im Osten, Bavans, Lougres und Montenois im Süden sowie Arcey im Westen.

## Geschichte
Seit dem Mittelalter gehörte Sainte-Marie zur Herrschaftsgebiet der Grafen von Montbéliard. Mit der Annexion dieser Grafschaft gelangte das Dorf 1793 endgültig in französische Hand. Heute ist Sainte-Marie Teil des Gemeindeverbandes Pays de Montbéliard Agglomération.

### Bevölkerungsentwicklung
Mit 655 Einwohnern (Stand 1. Januar 2022) gehört Sainte-Marie zu den kleinen Gemeinden des Départements Doubs. Nachdem die Einwohnerzahl in der ersten Hälfte des 20. Jahrhunderts stets im Bereich zwischen 220 und 275 Personen gelegen hatte, wurde seit Beginn der 1960er Jahre ein deutliches Bevölkerungswachstum verzeichnet. Seither hat sich die Einwohnerzahl mehr als verdoppelt.
| Jahr                       | 1962 | 1968 | 1975 | 1982 | 1990 | 1999 | 2006 | 2016 |
| -------------------------- | ---- | ---- | ---- | ---- | ---- | ---- | ---- | ---- |
| Einwohner                  | 313  | 446  | 551  | 646  | 678  | 698  | 710  | 695  |
| Quellen: Cassini und INSEE |      |      |      |      |      |      |      |      |

## Sehenswürdigkeiten
Die lutherische Kirche (Église luthérienne) von Sainte-Marie wurde im Jahr 1737 neu erbaut, nachdem ein Erdbeben 1728 den Vorgängerbau schwer beschädigt hatte. Sie ist eine der zwanzig Kirchen, die im Auftrag Herzog Carl Eugens in seiner langen Herrschaft neu erbaut oder erneuert wurden. Aus dem Jahr 1960 stammt die katholische Kapelle Notre-Dame.
|  |  |

## Wirtschaft und Infrastruktur
Sainte-Marie war bis weit ins 20. Jahrhundert hinein ein vorwiegend durch die Landwirtschaft (Ackerbau, Obstbau und Viehzucht) und die Forstwirtschaft geprägtes Dorf. Daneben gibt es heute ein Unternehmen des Transportgewerbes sowie einige Betriebe des lokalen Kleingewerbes. Mittlerweile hat sich das Dorf auch zu einer Wohngemeinde gewandelt. Viele Erwerbstätige sind deshalb Wegpendler, die in der Agglomeration Montbéliard ihrer Arbeit nachgehen.
Die Ortschaft liegt abseits der größeren Durchgangsstraßen an einer Départementsstraße, die von Bart nach Arcey führt. Der nächste Anschluss an die Autobahn A36 befindet sich in einer Entfernung von ungefähr zwölf Kilometern. Weitere Straßenverbindungen bestehen mit Lougres, Montenois, Désandans, Échenans und Saint-Julien-lès-Montbéliard.

## Belege
1. 1 2  Vgl. „Sainte Marie : l’église luthérienne“, auf: Les temples ou églises luthériennes de France - [Recherche alphabétique: B], abgerufen am 21. Januar 2016.
2. ↑  Georges-Frédéric Goguel, Précis historique de la Réformation et des églises protestantes dans l’ancien comté de Montbéliard et ses dépendances, Paris: Marc-Aurel frères, 1841, S. 148.